# Hemerobius hirsuticornis
Hemerobius hirsuticornis là một loài côn trùng trong họ Hemerobiidae thuộc bộ Neuroptera. Loài này được Monserrat & Deretsky miêu tả năm 1999.